# Sclerolobium subbullatum
Sclerolobium subbullatum är en ärtväxtart som beskrevs av Adolpho Ducke. Sclerolobium subbullatum ingår i släktet Sclerolobium och familjen ärtväxter. Inga underarter finns listade i Catalogue of Life.